# 弗拉金
50°26′48″N 27°54′9″E / 50.44667°N 27.90250°E
弗拉金（羅馬化：Vladyn）是烏克蘭北部的村莊，隸屬日托米爾州的茲維亞赫爾區。該村始建於1937年，面積0.59平方公里，海拔高度225米，2001年人口117。